# Ана де Хесус Португальская
Ана де Хесус Португальская (23 октября 1806, Мафра — 22 июня 1857, Рим) — португальская инфанта и младшая дочь короля Жуана VI и его жены, Карлоты Жоакины Испанской.

## Биография
5 декабря 1827 года она вышла замуж за Дона Нуно Жозе Северо де Мендоса Ролин де Моура Баррето, маркиза Лоле и графа де Вале-де-Рейса, будущего герцога Лоле, который впоследствии несколько раз занимал пост премьер-министра Португалии. Свадьба была отпразднована как частная церемония в часовне королевского дворца Ажуда и сопровождалась скандалом, поскольку, хотя Лоле был дворянином и дальним потомком королевской португальской династии, Дона Ана де Хесус была первой инфантой Португалии, а носившая этот титул ещё со времён средневековья не могла выйти замуж за человека, который не был бы королевских кровей.
Причины брака, вероятно, не были политическими, учитывая, что первый ребёнок у четы появился на свет 27 декабря 1827 года, то есть спустя двадцать два дня после церемонии. Брак не был одобрен отцом Аны, королём Жуаном VI, до его смерти (португальское право того времени допускало брак предполагаемой наследницы только с согласия монарха, а Ана этого никогда не добилась). Кроме того, ни один из её братьев не находился в стране на момент свадьбы (оба они оспаривали свои права на престол, находясь за границей).
Регентом королевства была назначена старшая сестра Аны, инфанта Изабелла Мария Португальская, жившая в Лиссабоне. Брак не был отменён, а королевская семья была в курсе намерений пары, причём мать Аны способствовала тому, чтобы вступление в брак состоялось до родов дочери.
С восстановлением абсолютизма в Португалии в 1831 году пара оказалась в изгнании и начала своё длительное путешествие по Европе. За границей у них родилось ещё несколько детей. Брак де-факто распался в 1835 году. Инфанта умерла ранее, чем её муж получил титул герцога.
Дети 
- герцогиня Ана Карлота de Mendóça Rolim de Moura Barreto, позже Countess of Linhares (1827-1893)
- герцогиня Мария до Кормо de Mendóça Rolim de Moura Barreto, позже Countess of Belmonte(1829-1907)
- герцог Педро Жозе de Mendóça Rolim de Moura Barreto, later 2nd Duke of Loulé (1830-1909)
- герцогиня Мария Амалия de Mendóça Rolim de Moura Barreto  (1832-1880), замужем не была, детей не имела
- герцог Августо Педро de Mendóça Rolim de Moura Barreto, позже 3rd Count of Azambuja' (1835-1914)